# 索亞納河
65°53′22″N 43°28′15″E / 65.88944°N 43.47083°E

索亞納河是俄羅斯的河流，由阿爾漢格爾斯克州負責管轄，屬於庫洛伊河的左支流，河道全長140公里，流域面積5,860平方公里，1996年在發源地附近發現鑽礦。